# Liga Nacional de Nueva Zelanda 1988
La Liga Nacional de Nueva Zelanda 1988 fue la decimonovena edición de la antigua primera división del país. El Christchurch United obtuvo su quinto título en el torneo y el segundo de manera consecutiva, mientras que el Nelson United no cumplió con las exigencias de la Asociación de Fútbol de Nueva Zelanda con respecto a los estándares de su estadio y fue desafiliado para la siguiente edición, aumentando el número de descensos de uno, como estaba estipulado, a dos.

## Ascensos y descensos
| Pos | de la Liga Nacional |
| --- | ------------------- |
| 12º | Dunedin City        |

| Pos | de la Northern League |
| --- | --------------------- |
| 1º  | Waikato United        |

## Equipos participantes
| Equipo                      | Ciudad           | Liga            |
| --------------------------- | ---------------- | --------------- |
| University-Mount Wellington | Auckland         | Northern League |
| Papatoetoe AFC              | Auckland         | Northern League |
| Manurewa AFC                | Auckland         | Northern League |
| North Shore United          | Auckland         | Northern League |
| Mount Maunganui             | Tauranga         | Northern League |
| Waikato United              | Hamilton         | Northern League |
| Miramar Rangers             | Wellington       | Central League  |
| Gisborne City               | Gisborne         | Central League  |
| Napier City Rovers          | Napier           | Central League  |
| Wellington United           | Wellington       | Central League  |
| Manawatu United             | Palmerston North | Central League  |
| Hutt Valley United          | Upper Hutt       | Central League  |
| Christchurch United         | Christchurch     | Southern League |
| Nelson United               | Nelson           | Southern League |

## Clasificación
| Pos | Equipo                      | PJ | G  | E | P  | GF | GC | Dif | Pts |
| --- | --------------------------- | -- | -- | - | -- | -- | -- | --- | --- |
| 1   | Christchurch United         | 26 | 20 | 4 | 2  | 63 | 14 | 49  | 64  |
| 2   | University-Mount Wellington | 26 | 19 | 4 | 3  | 64 | 18 | 46  | 61  |
| 3   | Mount Maunganui             | 26 | 16 | 6 | 4  | 52 | 34 | 18  | 54  |
| 4   | Napier City Rovers          | 26 | 12 | 3 | 11 | 45 | 44 | 1   | 39  |
| 5   | Waikato United              | 26 | 11 | 5 | 10 | 39 | 30 | 9   | 38  |
| 6   | North Shore United          | 26 | 11 | 4 | 11 | 43 | 41 | 2   | 37  |
| 7   | Wellington United           | 26 | 10 | 5 | 11 | 57 | 52 | 5   | 35  |
| 8   | Miramar Rangers             | 26 | 10 | 5 | 11 | 47 | 44 | 3   | 35  |
| 9   | Gisborne City               | 26 | 10 | 4 | 12 | 46 | 46 | 0   | 34  |
| 10  | Hutt Valley United          | 26 | 9  | 6 | 11 | 28 | 34 | -6  | 33  |
| 11  | Papatoetoe                  | 26 | 9  | 4 | 13 | 27 | 43 | -16 | 31  |
| 12  | Manurewa                    | 26 | 6  | 4 | 16 | 32 | 69 | -37 | 22  |
| 13  | Nelson United               | 26 | 4  | 4 | 16 | 24 | 57 | -33 | 16  |
| 14  | Manawatu United             | 26 | 4  | 4 | 18 | 30 | 71 | -41 | 16  |

J: partidos jugados; G: partidos ganados; E: partidos empatados; P: partidos perdidos; GF: goles a favor;
 GC: goles en contra; DG: diferencia de goles; Pts: puntos
|  | Desafiliación para la próxima temporada |

| Bandera de Nueva Zelanda               |
| Campeón Christchurch United 5.º título |